# Aanslag in Morelia op 15 september 2008
De aanslag in Morelia was een aanslag met twee granaten in Morelia, de hoofdstad van de Mexicaanse staat Michoacán, op 15 september 2008. De aanslag kostte aan acht mensen het leven en er vielen 132 gewonden. De verantwoordelijkheid is nog niet geheel opgehelderd.
De aanslagen vonden plaats tijdens de Grito de Dolores, de jaarlijkse viering van het begin van de Mexicaanse Onafhankelijkheidsoorlog, op de Plaza Melchor Ocampo, het centrale plein van Morelia. De viering werd geleid door gouverneur Leonel Godoy en werd door ongeveer 30.000 mensen bijgewoond. Kort na elf uur 's avonds ontploften vrijwel tegelijkertijd twee granaten. Aanvankelijk leek het slechts om iets kleins te gaan, zoals het ontploffen van vuurwerk, maar na enkele minuten werd de omvang van de aanslag duidelijk, en bleek het dat er 140 mensen getroffen waren. Drie van de slachtoffers overleden vrijwel direct, vier enkele uren later en de achtste overleed vier dagen later in het ziekenhuis. Godoy kondigde een dag van rouw af in Michoacán, en veel feestelijkheden in het land de volgende dag werden geannuleerd.
Over de verantwoordelijkheid van de aanslagen is geen duidelijkheid, maar de overheid en de meeste journalisten gaan ervan uit dat de drugsmaffia verantwoordelijk is, meer in het bijzonder de criminele organisatie La familia, maar deze heeft middels spandoeken laten weten niets met de aanslag te maken te hebben en wijst de Zetas, gedeserteerde elite-militairen in dienst van het Golfkartel, als verantwoordelijke aan. Ook het linksradicale Revolutionair Volksleger (EPR) heeft middels een verklaring laten weten niet verantwoordelijk te zijn en de aanslag te veroordelen. Niemand heeft de aanslag opgeëist en ook over het motief van de dader(s) is niets bekend. Op 17 september werden in Zacatecas twee mannen aangehouden wegens de aanslagen, maar die bleken na onderzoek onschuldig te zijn geweest. Vooralsnog is het enige duidelijke aanknopingspunt een compositietekening van een man die de granaat geworpen zou hebben. Op 25 september werden drie mannen gearresteerd wegens betrokkeneid bij de aanslag, die zouden hebben toegegeven tot de Zetas te behoren.